# 田中亜鉛鍍金
田中亜鉛鍍金株式会社（たなかあえんめっき）は、大阪府大阪市西淀川区に本社を置く日本国内初の溶融亜鉛めっき専業メーカー。2008年に創業100周年を迎えた。2011年2月7日に、亜鉛メッキ需要の落ち込みから事業を抜本的に改革するためにMBOを行うことを発表し、全株式取得のTOB（株式公開買付け）を行った。これによりジャスダックは監理銘柄に同銘柄を移行させた。その後全株式取得により、上場廃止となった。

## 沿革
- 1908年 - 田中吾一郎によって大阪で創業。
- 1955年 - 有限会社田中鍍金所を設立。
- 1963年 - 有限会社田中亜鉛鍍金所に商号変更。
- 1971年 - 株式会社田中亜鉛鍍金所に商号変更。
- 1971年 - 田中亜鉛鍍金株式会社に商号変更。
- 1997年2月26日 - ジャスダックに株式上場。
- 2011年7月1日 - 上場廃止。

## 主力商品
- 溶融亜鉛めっき（構造材料一般）
- エコZ - 人体や環境に有害な鉛やカドミウムを極限まで減らした環境対応めっきである。
- タナカ - CZ/タナカ-P4 - 亜鉛めっき特有の光沢をなくし、景観に調和する処理を施すことが出来る。
- タナカ-AZ - 亜鉛めっきでも対応できない、過酷な腐食環境にも対応できるようにアルミ合金を使った高性能めっきである。

など